# Ignacy Jan Paderewski
Ignacy Jan Paderewski (selo Kurylovka, pokrajina Podolje, ondašnje Rusko Carstvo,  6. studenog 1860. – New York, 29. lipnja 1941.) je bio poljski profesor glasovira, pijanist, skladatelj, državnik i diplomat. 
U nekim njemačkim izvorima ga nalazimo i pod imenom Ignaz Paderewsky.
Školovao se za profesora glasovira. Radi daljnjeg usavršavanja, odlučio je otići u Beč. Ondje se sreo s Brahmsom, nakon čega mu pijanistička karijera poprima uzlaznu putanju. Održava koncerte po Europi, od čega mu se pamte oni u Parizu i Londonu. Potom nastupa diljem Sjeverne Amerike, gdje je održao više od stotinjak koncerata. Brojne njegove svjetske turneje su zapamćene kao veličanstveni uspjesi. Prihode od svojih koncerata, koji su bili pozamašni, dijelio je u karitativne i kulturne svrhe.
Nakon prvog svjetskog rata, 1919., u slobodnoj Poljskoj je bio sastavljateljem prve izborne koalicijske vlade, u kojoj je imao dvije lisnice: bio je ministrom-predsjednikom i ministrom inozemnih poslova. U vladi je ostao do studenog 1919. Poslije je ostvario i diplomatsku karijeru: 1920. je bio poljskim predstavnikom u Ligi naroda.
Nakon što se povukao iz političkog života, otišao je iz Poljske.